# Mireła Iwanowa
Mireła Iwanowa (bułg. Мирела Иванова, ur. 11 maja 1962 w Sofii) – bułgarska poetka, pisarka, eseistka i tłumaczka. Jedna z najpopularniejszych współczesnych poetek w Bułgarii, wielokrotnie nagradzana w kraju i zagranicą za swoją twórczość. 

## Życiorys
Mireła Iwanowa urodziła się w 1962 r. w Sofii, gdzie uczyła się w niemieckojęzycznej szkole średniej. W 1985 r. ukończyła filologię bułgarską na Uniwersytecie Płowdiwskim im. Paisjusza Chilendarskiego. Iwanowa, wraz z Bojkiem Łambowskim, jest twórcą i aktywnym uczestnikiem grupy poetyckiej „Piątek 13”. Była współautorką i  gospodarzem programów telewizyjnych Piątek 13 i Wyspy Szczęśliwe w bułgarskiej telewizji BNT.
Pisze poezję, opowiadania, sztuki teatralne, eseje literackie, a także tłumaczy z języka niemieckiego. Współpracuje z działem literackim gazet „Standard” i „Stolica”. Jest autorką scenariuszy do dwóch filmów dokumentalnych o bułgarskim pisarzu, poecie, dramaturgu Iwanie Wazowie. Napisała także scenariusz do filmu fabularnego Az Sam Ti (2012) w reżyserii Petyra Popzłatewa.
Pierwszy wiersz opublikowała w 1977 r. w magazynie „Rodna recz”. W 1994 r. wydała antologię współczesnych niemieckich poetów. Przetłumaczyła dzieła Sary Kirsch, Elke Erb, Gregora Laschena, Ernesta Wichera, Dursa Grünbeina, Uwe Kolbe. Wiersze Mireły Iwanowej zostały przetłumaczone na angielski, niemiecki, hiszpański, czeski, węgierski, turecki, serbski i łotewski. Jej utwory zostały uwzględnione w antologiach poezji bułgarskiej w kraju i za granicą, a także opublikowane na stronach niektórych największych europejskich gazet m.in.: „Die Zeit”, „Neue Zürcher Zeitung”, „Hürriyet”, „Gazeta Wyborcza”.
Mieszka w swoim rodzinnym mieście Sofii. Przez wiele lat pracowała jako kustosz w Muzeum Iwana Wazowa. Od 2016 r. jest dramaturgiem Teatru Narodowego im. Iwana Wazowa.

## Nagrody i wyróżnienia
Mireła Iwanowa otrzymała za swoją twórczość wiele nagród i wyróżnień:
- Nagroda Związku Pisarzy Bułgarskich (1993)
- Nagroda literacka Złoty Łańcuch gazety „Dnewen Trud” (1999)
- Nagroda Stowarzyszenia Pisarzy Bułgarskich (2002)
- Nagroda Huberta Burdy dla młodych poetów ze Wschodniej Europy (2002)
- Nagroda im. Christo G. Danowa(inne języki) (2003)
- Nagroda im. Nikołaja Kanczewa (2018)

## Wybrane dzieła

### Poezja
- Kamenni krile, 1985
- Szepoti, 1989
- Samotna igra, 1990
- Pamet za podbornost, 1992
- Razgłobjawane na igraczkite, 1995
- Eklektiki, 2002
- Bawno (11 wierszy i 11 opowiadań), 2009
- Lubowite ni, 2012
- Płoszczad Byłgarija. Wisoki patosi i wskidnewni pritczi, 2016
- SEDEM. Stichotworenija (s) biografii, 2018

### Poezja w j. niemieckim
- Einsames Spiel, 2000
- Versöhnung mit der Kälte, 2004

### Opowiadania
- Wsiczki razkazi sa za teb, 2014

### Eseje
- Duma po duma, 2004